# WI-38

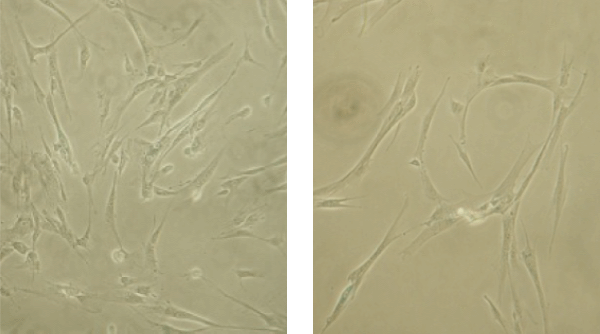
Cellules WI-38 (Gauche: Haute densité. Droite: Faible densité)

WI-38 est une lignée cellulaire diploïde humaine composée de fibroblastes dérivés de tissus pulmonaires d'un fœtus femelle humain avorté après 3 mois de gestation,. La lignée cellulaire, isolée par Leonard Hayflick dans les années 1960, a été largement utilisée dans la recherche scientifique, avec des applications allant du développement d'importantes théories en biologie moléculaire à son vieillissement pour la production de la plupart des vaccins à virus humains. Les contributions de la lignée cellulaire envers la production de vaccins ont été créditées pour avoir sauvé des milliards de personnes,.

## Histoire
La ligne cellulaire WI-38 est dérivée de travaux antérieurs de Leonard Hayflick sur le développement de lignées cellulaires humaines.
Au début des années 1960, Hayflick et son collègue Paul Moorhead de l'Institut Wistar à Philadelphie, en Pennsylvanie, découvrent que quand des cellules humaines normales étaient entreposées dans un congélateur, les cellules enregistraient le niveau de dédoublement auquel elles avaient été entreposées, et que quand elles étaient reconstituées, elle commençaient à se diviser du niveau de dédoublement à autour de 50 dédoublements totaux (pour des cellules dérivées de tissu fœtal). Hayflick a déterminé que les cellules normales éprouvent progressivement la sénescence quand elles se divisent, en commençant par ralentir avant d'arrêter complètement la division,. Cette découverte est la base de la limite de Hayflick, qui spécifie le nombre de fois qu'une population de cellules humaines va se diviser avant l'arrêt de la division. Cette découverte va contribuer à déterminer les rôles biologiques des télomères. Hayflick a affirmé que la réplication limitée des cellules humaines normales était une manifestation de vieillissement ou de sénescence au niveau cellulaire,,.
Durant cette période de recherche, Hayflick a également découvert que si les cellules étaient conservées dans un congélateur de la bonne façon, les cellules restaient viables et qu'un nombre énorme de cellules pouvaient être produites à partir d'une seule culture de départ. Une des lignes cellulaires que Haylick a isolées, qu'il va nommer WI-38, s'est avérée n'avoir aucun virus, contrairement aux cellules rénales de singe utilisées antérieurement dans la production des vaccins. De plus, les cellules WI-38 peuvent être congelées, puis décongelées et ensuite testées. Ces avantages on amené les cellules WI-38 à rapidement remplacer les cellules rénales de singe dans la production de vaccins humains contre des virus,,. WI-38 a aussi été utilisée pour la recherche sur plusieurs aspects de la biologie des cellules humaines normales,,.

## Utilisations
WI-38 était inutile pour les premiers chercheurs, spécifiquement ceux qui étudiaient la virologie et l’immunologie, parce qu'elle était déjà une ligne cellulaire humaine largement disponible. Contrairement à la lignée cellulaire HeLa, constituée de cellules cancéreuses, WI-38 est une lignée de cellules humaines normales. Depuis, des chercheurs dans des laboratoires partout au monde ont utilisé WI-38, notamment Hayflick dans son développement de vaccins à virus humains. Des cellules WI-38 infectées sécrètent le virus, et peuvent être cultivées en grande quantité convenable pour la production commerciale.
Les vaccins à virus produits avec des WI-38 ont empêché la maladie et ont sauvé la vie de milliards de personnes,. Les vaccins produits avec WI-38 comprennent ceux contre l'adénovirus, la rubéole, la rougeole, les oreillons, le VZV, la polio, l'hépatite A et la rage,,,.